# Temple d'Atena (Assos)
El Temple d'Atena era un antic temple grec dedicat a Atena a la ciutat d'Assos, a la regió històrica de Tròada, d'Àsia Menor (Anatòlia), en l'actual Turquia. Era al cim de l'acròpoli de la ciutat.

## Història
El van construir en l'època arcaica al voltant del 540-530 abans de la nostra era, en estil dòric, i és per això que és l'únic exemple conegut de temple dòric del període arcaic en tota Anatòlia, i pocs exemples de l'ús d'aquest estil a l'àrea des de llavors. Alhora, el temple tenia influències de l'estil jònic en la decoració.
El van renovar diverses vegades en l'Antiguitat, la primera de manera exhaustiva, sembla que poc després de construït, possiblement per un terratrèmol. A la fi del segle xix encara es conservava en bon estat.

## Descripció
Era al punt més alt de l'acròpoli d'Assos, al nord de l'àgora. Era un temple perípter, amb sis columnes als costats curts i tretze als costats llargs. El crepidoma del temple tenia només dos esglaons, i la roca del turó formava part de l'eutinteria sota el crepidoma. L'estilòbat del temple feia 14 × 30,3 m. L'edifici es va construir amb l'andesita volcànica fosca del pujol de la ciutat d'Assos.
Dins del temple hi havia un pronaos amb dues columnes (dístilo in antis) i una naos sense opistòdom. El sòl de la naos tenia mosaics del període hel·lenístic.
El fris dels costats curts del temple estava ornamentat amb mètopes, esfinxs, centaures i Europa muntant un toro. Se'n conserven vuit mètopes, tot i que algunes fragmentades. L'arquitrau també estava decorat amb escultures, un tret més característic de l'estil jònic. Entre les 15 pedres tallades que es conserven figuren Hèracles i Tritó, Hèracles amb centaures, festes (possiblement heraclees), esfinxs i bous. Se n'han trobat decoracions, si més no en l'arquitrau.
Les columnes tenien un diàmetre inferior a 0,91 m i en el seu moment feien uns 4,6 m d'alçada. La distància entre els eixos n'era de 2,45 m als costats llargs i de 2,66 m als frontals, i és per això que les obertures de les cantonades es van contraure a 2,55 m com a única solució per al conflicte de les cantonades dòriques. Dels 36 capitells dòrics primigenis se'n trobaren 32, que es dividien en grups.
La teulada era de fusta i estava coberta amb teules de terracota. Estava decorat amb ornaments arquitectònics, però només se'n trobaren alguns components, com ara una antefixa de terracota, mentre que un cap de lleó podria procedir d'una gàrgola. Se'n va trobar un únic fragment de l'acroteri.
Els elements decoratius del temple que es conserven els van traslladar al Museu del Louvre i a museus de Boston, Istanbul i Çanakkale.

## Galeria d'imatges

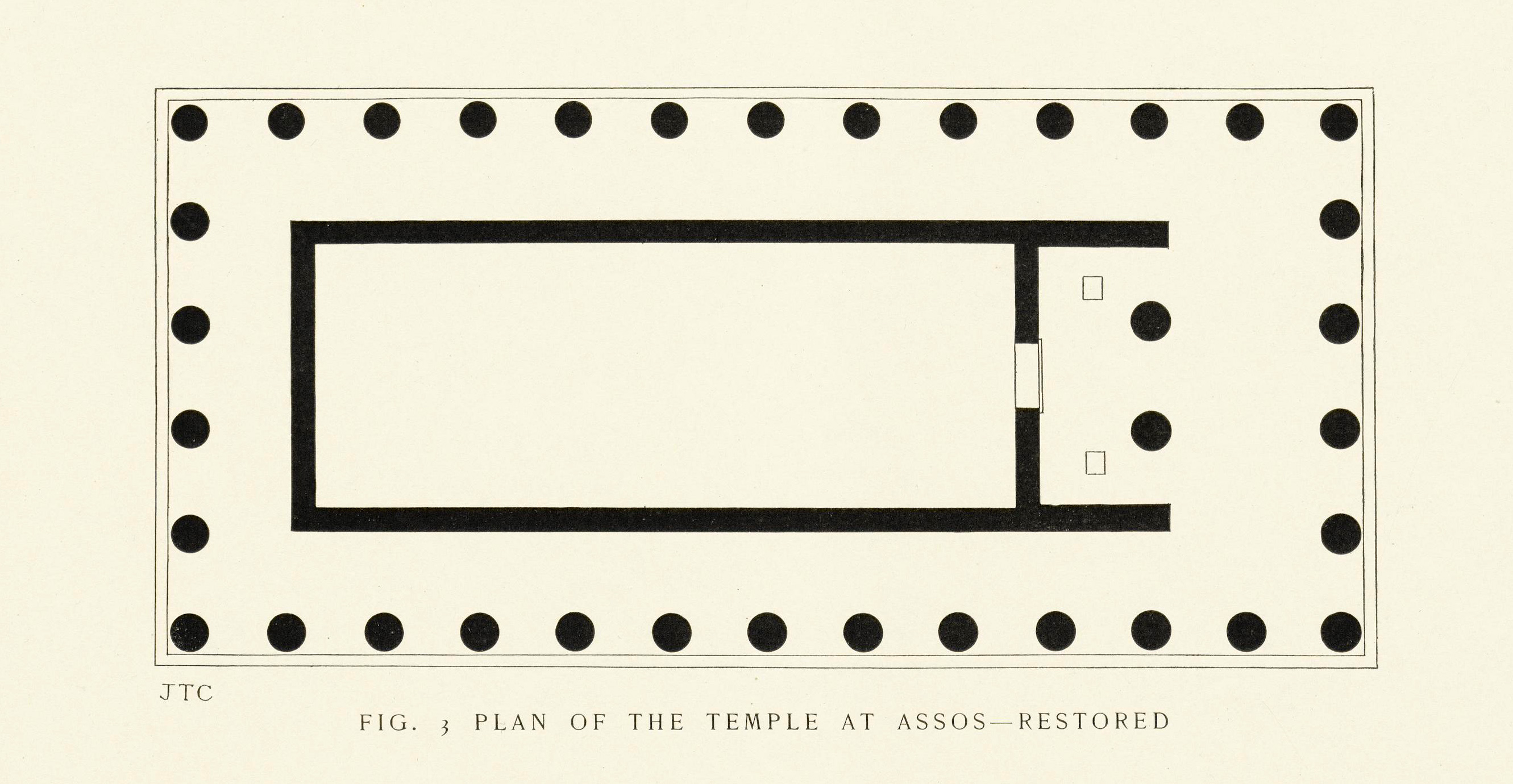
Planta del temple
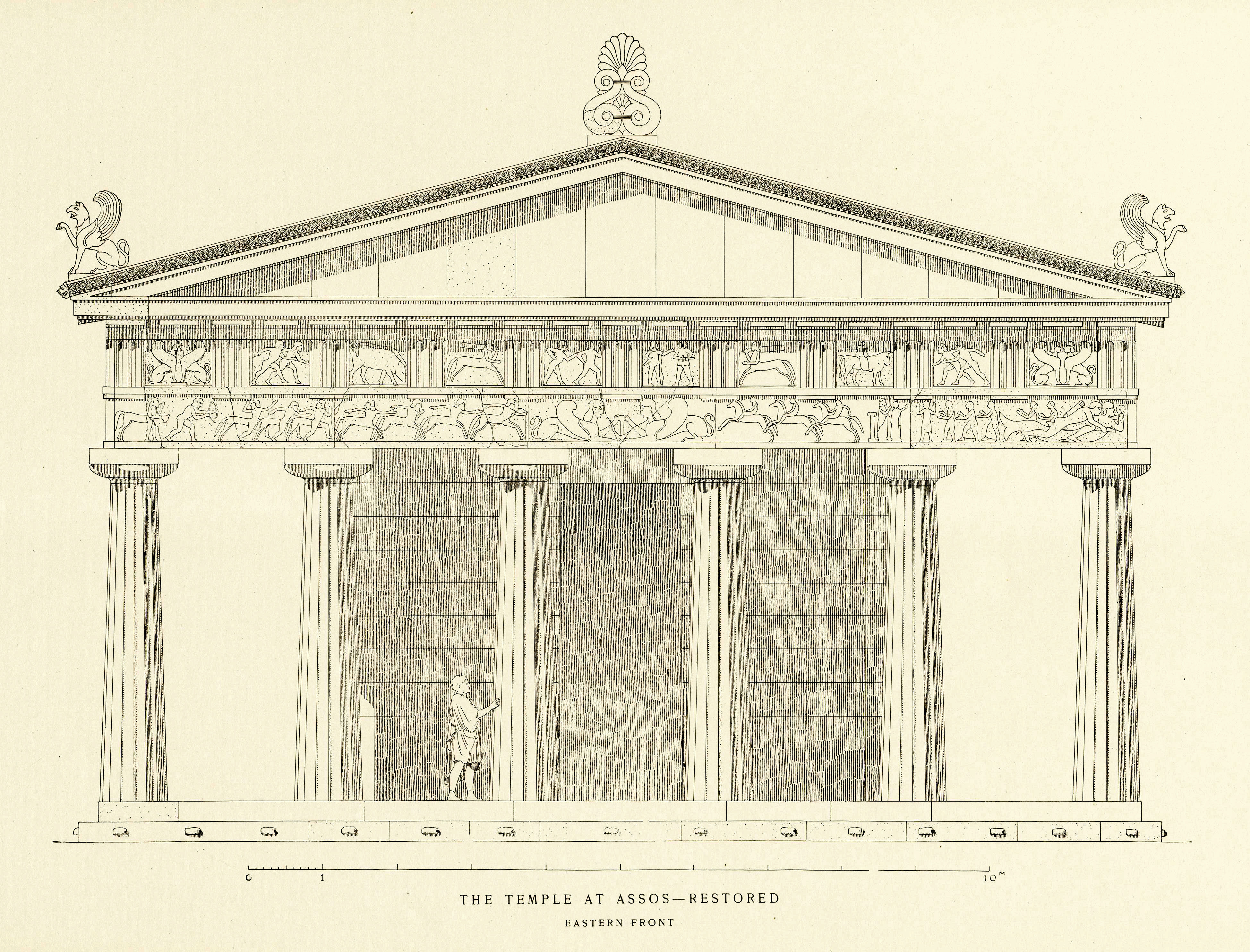
Dibuix ampliat de l'extrem oriental del temple